# نیژنه‌آرمتوو
نیژنه‌آرمتوو (انگلیسی: Nizhnearmetovo) یک شهرک در شهرستان ایشیمبایسکی استان باشقیرستان کشور روسیه است.